# 2024 год в Азербайджане
Год солидарности во имя зелёного мира

## Январь
- 7 января — Пожар в Республиканском перинатальном центре г. Баку. Погибло 7 младенцев[2][3].
- 12 января — Азербайджан зарегистрировал собственную орбитальную позицию в космосе на 46° восточной долготы[4]
- 24 января — Парламентская ассамблея Совета Европы не подтвердила полномочия азербайджанской делегации из 12 человек. Азербайджанская делегация лишена права голоса сроком на 1 год[5][6][7][8]

## Февраль
- 6 февраля — Создан Карабахский университет[9][10]
- 7 февраля — Президентские выборы[11]
- 8 февраля
  - В Баку в результате обмеления Каспийского моря из воды показались останки корабля, затонувшего в конце XX века[12]
  - В Ходжалинском районе около Аскеранской крепости обнаружено захоронение 14 тел. Предположительно, останки принадлежат жертвам Ходжалинской трагедии[13][14][15][16][17][18]
- 9 февраля — Столетие Нахичеванской Автономной Республики[19]
- 21 февраля — Создан Государственный историко-культурный заповедник «Ордубад»[20]

## Март
- 9 марта — В Шемахинском районе на территории села Меликчобанлы[азерб.] произошло извержение грязевого вулкана. Выбросы брекчии достигали высоты 10-15 метров[21]
- 20 марта — Азербайджан сроком на 1 год возглавил Комитет по социальным вопросам, безработице, образованию, культуре и гражданскому обществу Парламентской ассамблеи Евронест[22]
- 21 марта — Участие в Саммите по атомной энергетике (Бельгия)[23]

## Апрель
- 5 апреля — Азеркосмос представил платформу для измерения изменения климата из космоса[24]
- 9 апреля — Гюнай Иманзаде, учредитель стартапа «Metatesk» (интерактивной образовательной онлайн-платформы), включена в список Forbes 30 Under 30[25][26][27]
- 16 апреля — Началась добыча нефти с платформы «Центральный Восточный Азери»[28][29]

## Май
- 8 мая — В мемориальном комплексе Дахау открыта памятная доска азербайджанцам – узникам концлагеря[30]
- 10 мая — В Шуше сдан в эксплуатацию первый жилой комплекс[31]
- 19 мая — Введены в эксплуатацию гидроузлы Худаферинской ГЭС и ГЭС «Гыз Галасы»[32]
- 25 мая — Возобновлена после модернизации работа железной дороги Баку — Тбилиси — Карс[33]

## Июнь
- 6 июня — Председательство в Парламентской ассамблее тюркоязычных стран перешло к Азербайджану[34]
- 8 июня
  - Азербайджан избран членом Экономического и Социального Совета ООН на 2025 — 2027 годы[35]
  - Восстановлена деятельность Дашалтинского заказника[азерб.][36]

## Июль
- 6 июля — Внеочередной саммит Организации тюркских государств (Шуша)[37][38]
- 24 июля — Ликвидирован Naxçıvanbank[азерб.][39]

## Сентябрь
- 1 сентября
  - Внеочередные выборы в парламент Азербайджана[40]
  - Выборы в Верховный меджлис Нахичеванской Автономной Республики[азерб.][41]
- 2 сентября — В Кельбаджарском районе открыт завод минеральных вод «Истису»[42]
- 6 сентября — Участие в международном форуме Черноббьо (, Черноббьо)[43]
- 19 сентября — Учреждён День государственного суверенитета Азербайджана[44][45][46][47]
- 20 сентября — Подписано соглашение о разведке, разработке и добыче природного газа с глубин месторождения Азери — Чираг — Гюнешли[48]

## Октябрь
- 21 октября — Утвержден генеральный план развития г. Шуша до 2040 года[49]
- 23—24 октября — Участие на XVI саммите БРИКС в формате Аутрич / БРИКС+[50][51]
- 25 октября — Начата утилизация транспортных средств[52]

## Ноябрь
- 5—7 ноября — Саммит мировых религиозных лидеров[53]
- 6 ноября — Ленкорань избрана молодёжной столицей тюркского мира 2024[54]
- 9 ноября — 19-я молодёжная конференция ООН об изменении климата (COY19)[55]
- 11 ноября — Азербайджан присоединился к декларации ЮНИСЕФ о детях, молодёжи и климатических действиях[56]
- 11—22 ноября — 29-я конференция ООН по изменению климата (2024)[57]
- 13 ноября — Саммит малых островных развивающихся государств (Баку)[58]
- 24 ноября — Впервые из Баку в Китай был отправлен железнодорожный поезд с экспортным грузом[59]

## Декабрь
- 5 декабря — Создан Нахичеванский промышленный парк[60]
- 17 декабря — Председательство в СВМДА перешло к Азербайджану[61][62]
- 19 декабря — Азербайджан избран членом Исламской восьмёрки[63]
- 25 декабря — Катастрофа Embraer E190 в аэропорту Актау[64]

## В спорте

### Январь
- 8 января — Анна Юсупова на Дубайском марафоне установила рекорд Азербайджана в марафонском беге среди женщин дойдя до финиша за 2 часа 42 минуты 32 секунды[65][66].
- 26 января
  - Сабина Алиева завоевала серебряную медаль на кубке по фигурному катанию «Ephesus Cup» (, Измир)[67][68]
  - Джахангир Агарагимов получил премию ФИДЕ имени Марка Дворецкого как лучший в мире тренер юниоров 2023 года[69][70]
- 27 января — Яшар Наджафов завоевал серебряную, Туран Байрамов и Кямран Сулейманов — бронзовые медали на Гран-при по дзюдо 2024 (Одивелаш)[англ.] (, Одивелаш)[71][72]

### Февраль
- 5 февраля — Зелим Цкаев и Эльджан Гаджиев завоевали серебряные медали на турнире «Большого шлема» по дзюдо[англ.](, Париж)[73][74][75]
- 12 февраля
  - Сборная Азербайджана по художественной гимнастике завоевала 9 медалей на турнире «LUXGR Cup 2024» (, Люксембург)[76]
  - Фехтовальщица Хадиджа Гасанлы завоевала бронзовую медаль, мужская сборная Азербайджана по фехтованию также завоевала бронзовую медаль на турнире European Cadet Circuit 2024 (, Краков)[77]
- 12—18 февраля — На чемпионате Европы по борьбе Хасрат Джафаров, Нихат Мамедли, Мурад Мамедов завоевали золотые, Рашад Мамедов серебряную, Бека Канделаки бронзовую медали (, Бухарест)[78][79]
- 16—18 февраля — В Баку проведён Турнир Большого шлема по дзюдо[80][81]. Сборная Азербайджана завоевала 8 медалей[82]
- 19 февраля — На чемпионате Европы по тяжёлой атлетике Дадаш Дадашбейли завоевал три золотые медали (в рывке, толчке и по сумме двух упражнений) (, София)[83]
- 23—25 февраля — В Баку проведён Кубок мира по прыжкам на батуте и акробатической дорожке (тамблинг) 2024[84]. В соревнованиях по тамблингу Михаил Малкин завоевал золотую, Адиль Гаджизаде серебряную медали[85].
- 24 февраля — На Кубке мира по спортивной гимнастике 2024[англ.] Никита Симонов завоевал золотую медаль (, Котбус)[86]
- 28 февраля — София Бархалова, Лейли Алиева и Зейнаб Султанова завоевали бронзовую медаль в командном зачете на чемпионате Европы 2024 по стрельбе с 10 м (, Дьёр)[87][88]
- 29 февраля — 4 марта — Международный ультрамарафон Ханкенди — Баку[89]

### Март
- 7—10 марта — В Баку проведён Кубок мира по спортивной гимнастике 2024[90][91]
- 8—10 марта — В Шахдаге проведён международный турнир по ски-альпинизму[92][93][94]
- 9 марта — На Гран-при по дзюдо 2024 (Линц)[англ.] (, Линц) Рашид Мамедалиев завоевал серебряную медаль[95][96]
- 14 марта — Сельджан Магсудова завоевала золотую медаль на Кубке мира по гимнастике[англ.] 2024 в соревнованиях по батутной гимнастике (, Алкмаар)[97][98]
- 15 марта — Старт женской баскетбольной лиги[99]
- 15—17 марта — Международный турнир по спортивной гимнастике «AGF Trophy 2024» (Баку)[100][101]
- 15—24 марта — На 36-м международном турнире «ISAS 2024» Нигяр Насирова и Руслан Лунев завоевали золотую медаль в смешанных командных соревнованиях по стрельбе из пневматического пистолета на 10 метров. Эльвин Астанов и Ханна Алиева заняли в той же категории второе место. Ханна Алиева завоевала серебряную медаль в соревнованиях по стрельбе из пневматического пистолета среди женщин. Зейнаб Султанова завоевала золотую медаль в соревнованиях по стрельбе из скорострельного малокалиберного пистолета с 25 метров и в соревнованиях по стрельбе из пневматического пистолета на дистанции 10 метров среди женщин. Руслан Лунёв занял третье место в соревнованиях по стрельбе из скорострельного малокалиберного пистолета с 25 метров среди мужчин. Владислав Калмыков завоевал золотую медаль в состязаниях по стрельбе из пневматического пистолета с дистанции 10 метров среди юношей. Лейли Алиева и Владислав Калмыков завоевали золото в составе смешанной молодежной команды в соревнованиях по стрельбе из пневматического пистолета на дистанции 10 метров[102][103][104][105][106][107][108].
- 22 марта — Балабей Агаев завоевал бронзовую медаль на турнире «Большого шлема» по дзюдо[англ.](, Тбилиси)[109][110]
- 22—25 марта — Турнир FIFA series[англ.][111][112][113]
- 24 марта — Хадиджа Гулиева, Арзу Агаева и Лейла Бежанова завоевали серебряные медали на 9-м кубке мира по спортивной аэробике (, Кантаньеди)[114][115]
- 24—28 марта — В Баку проведён международный турнир по боксу «Великий шелковый путь»[116]
- 24 марта — 3 апреля — Спасатель Службы спасения особого риска МЧС Азербайджана Сима Сафарова совершила техническое восхождение на Айленд-Пик в Гималаях. В ходе восхождения она также посетила базовый лагерь Эвереста и вершину Кала-Патхар[117]
- 30 марта — На турнире «Большого шлема» по дзюдо[англ.](, Анталья) Рашид Мамедалиев завоевал серебряную медаль[118][119]
- 31 марта
  - На 35-м Гран-при по художественной гимнастике (, Тье) Гюллю Агаларзаде, Камилла Алиева, Елизавета Лузан, Дарья Сорокина, Ляман Алимурадова, Зейнаб Гумметова завоевали золотые медали в выполнении упражнений с 5 обручами[120].
  - Вугар Талыбов завоевал серебряную медаль на турнире «Большого шлема» по дзюдо[англ.] (, Анталья)[121][122]

### Апрель
- 2—25 апреля — Ниджат Абасов принял участие на Турнире претендентов по шахматам 2024[123][124]
- 3—7 апреля — Сборная Азербайджана по тамблингу в составе Тофига Алиева, Михаила Малкина, Билала Гурбанова и Адиля Гаджизаде завоевала золотую медаль в командном турнире на чемпионате Европы по прыжкам на батуте 2024[англ.]. Али Нифталиев и Аммар Бахшалиев заняли первое место в синхронной программе. Аян Шабанова и Самира Гусейнова завоевали серебряные медали в синхронной программе. Тофиг Алиев завоевал серебряную медаль (, Гимарайнш)[125][126][127]
- 5 апреля — Женская сборная Азербайджана по баскетболу 3x3 заняла второе место на международном турнире по баскетболу 3x3 среди женских команд в Таиланде[128]
- 5—7 апреля — В Баку проведён Европейский квалификационный турнир по борьбе 2024 к Олимпийским играм 2024[129]
- 8 апреля — Гюллю Агаларзаде, Камилла Алиева, Елизавета Лузан, Дарья Сорокина, Ляман Алимурадова, Зейнаб Гумметова завоевали золотые медали в упражнениях с 5 обручами, 3 лентами и 2 мячами на международном турнире «Tallinn Open 2024» (, Таллин)[130][131]. В индивидуальных выступлениях Илаха Бахадирова завоевала золотую медаль (мяч)[132], Говхар Ибрагимова завоевала золотую (булавы) и серебряную медаль (обруч)[133], Шамс Агагусейнова завоевала серебряную медаль (лента)[134][135].
- 10 апреля — На кубке мира по тяжелой атлетике 2024[англ.] Дадаш Дадашбейли завоевал три серебряные медали (, Пхукет)[136][137]
- 12—14 апреля — женская сборная Азербайджана по баскетболу 3x3 одержала победу в квалификационном турнире к Олимпийским играм 2024, впервые в истории азербайджанского баскетбола завоевав олимпийскую лицензию (, Гонконг)[138][139][140]
- 19—20 апреля — Кубок мира по художественной гимнастике (Баку)
- 20 апреля — БК «Нефтчи» выиграл кубок Азербайджана по баскетболу[141]
- 25 апреля — Айдын Сулейманлы выиграл чемпионат Азербайджана по шахматам 2024[142][143]
- 29 апреля — Ульвия Фаталиева выиграла женский чемпионат Европы по шахматам 2024 (, Родос)[144]
- 30 апреля — 3 мая — Международная регата «Кубок Президента 2024» (Мингечевир)[145][146]

### Май
- 3—5 мая — Кубок Европы по художественной гимнастике (Баку)[147][148][149]
- 4—5 мая — Кубок Европы по дзюдо среди кадетов (Гёйгёль)
- 8—12 мая — Гусейн Мамедли завоевал бронзовую медаль, сборная Азербайджана по карате завоевала также бронзовые медали в командном ката на чемпионате Европы по карате[англ.]. Эльдар Ахмедов завоевал золотую, Видади Халыгов, Эмилия Митлинова, Нихат Мамедзаде — серебряные медали на чемпионате Европы по паракарате (, Задар)[150][151]
- 10 мая — Эльвин Багиров завоевал золотую, Расул Айдемиров и Ниджат Мамедли бронзовые медали на чемпионате Европы по самбо 2024 (, Нови-Сад)[152][153]
- 11 мая — Имамеддин Халилов завоевал золотую, Абульфаз Абузарли серебряную медали на чемпионате Европы по паратхэквондо 2024[англ.] (, Белград)[154][155][156]
- 12 мая — Гашим Магомедов, Джавад Агаев завоевали бронзовые медали на чемпионате Европы по тхэквондо 2024[англ.] (, Нови-Сад)[156][157]
- 17—25 мая — На чемпионате мира мира по лёгкой атлетике (МПК) 2024[англ.] Ламия Велиева заняла первое место в забеге на дистанцию 100 метров и 400 метров[158], Орхан Асланов, Саид Наджафзаде заняли первое место в соревнованиях по прыжкам в длину (, Кобе)[159][160][161][162]
- 19—24 мая — Хидаят Гейдаров, Зелим Коцоев завоевали золото на чемпионате мира по дзюдо (, Абу-Даби )[163][164][165][166]
- 20—26 мая — Чемпионат Европы по борьбе среди спортсменов до 23 лет (Баку)
- 24 мая — «Сабах» стал чемпионом Азербайджана по баскетболу[167]
- 27—30 мая — Чемпионат Европы по грэпплингу (U17, U20, взрослые) (Баку)[168]
- 31 мая — 2 июня — Сборная Азербайджана заняла первое место на чемпионате Европы по капоэйро, завоевав 11 медалей (, Будапешт)[169][170]

### Июнь
- 1—6 июня — Участие в чемпионате Европы по мини-футболу EMF 2024[англ.] (, Сараево)[171]
- 2 июня — Магомед Мурадлы выиграл шахматный турнир «Дубай Опен[англ.]»(, Дубай)[172]
- 2—3 июня — Третий этап женской мировой серии по баскетболу 3х3 (Габала)[173][174]
- 12—23 июня — Участие в играх БРИКС 2024 (, Казань)[175][176]
- 13 июня — Аян Аллахвердиева[азерб.] завоевала бронзовую медаль на чемпионате мира по шахматам среди юниоров (, Гандинагар)[177][178]
- 15—16 июня — Сборная Азербайджана на кубке Европы по дзюдо заняла первое место в медальном зачете, завоевав 4 золотые, 1 серебряную и 3 бронзовые медали (, Подчетртек[англ.])[179][180]
- 28 июня—7 июля — Шахматный турнир «Баку Опен 2024»[181][182]
- 30 июня — Юношеская сборная Азербайджана по вольной и греко-римской борьбе до 17 лет стала чемпионом Европы[англ.] (, Нови-Сад)[183][184]

### Июль
- 7 июля — Юношеская сборная Азербайджана по вольной борьбе до 20 лет стала чемпионом Европы[англ.] (, Нови-Сад)[185]
- 13 июля — Азербайджанские шахматисты заняли первое место на соревнованиях по рапиду на Ⅴ Европейской Универсиаде[англ.] (, Мишкольц)[186]
- 14 июля — Женская сборная Азербайджана U-16 выиграла чемпионат Европы по баскетболу U-16 дивизиона С[англ.][187][188]
- 17 июля — Женская сборная по футболу впервые вышла в плей-офф отборочного этапа[англ.] к чемпионату Европы 2025[189]
- 20—21 июля — 16 этап женской мировой серии по баскетболу 3х3 (Губа)[190]
- 25 июля — 11 августа — Участие на летних олимпийских играх 2024[191]
- 28 июля — Юношеская сборная Азербайджана среди девушек до 18 лет заняла второе место в дивизионе С на чемпионате Европы по баскетболу 2024[англ.][192][193][194]
- 29 июля — Юношеская сборная Азербайджана по баскетболу до 18 лет стала победителем дивизиона С чемпионата Европы 2024[англ.][195][196]

### Август
- 17—18 августа — 17 этап женской мировой серии по баскетболу 3х3 (Баку)[197]
- 28 августа — 8 сентября — Участие на летних паралимпийских играх

### Сентябрь
- 7 сентября — Айгюн Асадли завоевала золотую медаль на открытом чемпионате Европы по кёкусин-кан каратэ (, Клуж-Напока)[198][199][200]
- 10—23 сентября — Участие в шахматной олимпиаде 2024 (, Будапешт)[201]
- 13—15 сентября — Гран-при Азербайджана 2024[202]
- 17 сентября — Участие БК «Сабах» в квалификационном раунде Лиги чемпионов ФИБА 2024/2025[англ.] (, Анталья)[203]
- 22 сентября
  - Даниэль Аббасов и Мурад Рафиев завоевали золотую медаль в смешанных и балансовых упражнениях, бронзовую медаль в темповых упражнениях на чемпионате мира по спортивной акробатике 2024[англ.] (, Гимарайнш)[204][205]
  - Агасиф Рагимов и Разия Сеидли завоевали золотые медали в выполнении смешанных упражнений и в балансовых упражнениях на чемпионате мира по спортивной акробатике 2024[англ.] (, Гимарайнш)[204][205]
- 24 сентября — Создан футбольный клуб «Ханкенди»[206]
- 25—30 сентября — Мемориал Гашимова 2024 (Шуша)[207]

### Октябрь
- 26 сентября- 7 октября — Чемпионат мира среди юниоров по пулевой стрельбе, в котором София Бархалова, Лейли Алиева и Зейнеб Султанова завоевали серебро в командном зачете на дистанции 10 метров, упустив первое место с разницей в 1 бал. Имран Гараев завоевал золото, став чемпионом мира среди юниоров на дистанции 50 метров, в этой же дистанции София Бархалова стала обладателем бронзовой медали среди девушек. (🇵🇪, Лима)
- 11—13 октября — На турнире Большого шлема по дзюдо 2024[англ.] Зелим Цкаев завоевал золотую, Ачелья Топрак[англ.] бронзовую медали (, Абу-Даби)[208][209][210]
- 16—18 октября — Мингечевирская регата[211]

### Ноябрь
- 21—24 ноября — Участие в квалификации к чемпионату мира по баскетболу 2027[212]

### Декабрь
- 9 декабря — Эльтадж Сафарли занял 4 место в соревнованиях по рапиду на чемпионате Европы по рапиду и блицу 2024 (, Скопье)[213][214]
- 14 декабря — Дадаш Дадашбейли завоевал серебряную медаль на чемпионате мира по тяжёлой атлетике 2024 (, Манама)[215][216]

## В искусстве
- 5 марта — Союз кинематографистов Азербайджана и Союз кинематографистов Азербайджанской Республики объединились в Союз кинематографистов Азербайджана[217]
- 20 апреля—24 ноября — Участие в 60-й венецианской биеннале[англ.][218]

## В науке
- 25 марта — На территории некрополя бронзового века в г. Нахичевань обнаружены захоронения женщин с луками и стрелами[219][220]
- 11 июля — На территории городища Таватепе в Агстафинском районе обнаружены древняя керамическая посуда и ритуальный стол[221][222]

## В культуре
- 23—28 июля — Музыкальный фестиваль «Dream Fest 2024»[223][224]
- 28 августа—7 сентября — Участие в 81-м Венецианском кинофестивале[225]
- 6 сентября — Бакинский K-pop фестиваль[226]
- 4—8 октября — XV Бакинский международный кинофестиваль[227][228]
- октябрь — X Бакинская международная книжная выставка[229]
- 1—5 декабря — IV Шекинский международный театральный фестиваль[230]
- 8—9 декабря — 17-й сезон Azerbaijan Fashion Week[231]

## В кинематографе
- 4 октября — «Тагиев: Нефть»[232]
- «Apatiya» («Апатия»)[233]
- «Səma ilə görüş» («Встреча с небом»)[233]
- «Şor biznes» («Солёный бизнес»)[233]
- «Hozu 007» («Хозу 007»)[233]

## Умерли
- 5 января — Гюльбахар Шукюрлу[азерб.], гармонистка[234]
- 7 января — Айгюн Бейлер, певица[235]
- 20 апреля
  - Джаваншир Мамедов, певец[236][237]
  - Юрий Омельченко[азерб.], актёр[238][239]
- 30 апреля — Ровшан Рзаев, джазмен, пианист[240][241]
- 24 мая — Тофик Мовлави, актёр театра[242]
- 23 июня — Иса Мамедов[азерб.], художник[243]
- 10 августа — Рахиля Гасанова[азерб.], композитор[244]
- 18 августа — Шахин Фарзалиев, историк, востоковед[245]
- 26 октября — Шахлар Гулиев, оперный певец[246]
- 5 ноября — Ягуб Расулов, волейболист, главный тренер юношеской сборной Азербайджана по волейболу U-18[247]
- 29 ноября — Рафик Насиров, художник[248]
- 20 декабря — Тофик Агабабаев, художник[249]